# یک شب عشق
یک شب عشق (انگلیسی: One Night of Love) فیلمی در ژانر موزیکال به کاگردانی ویکتور شرتزینگر است که در سال ۱۹۳۴ منتشر شد.

## بازیگران
- گریس مور
- لایل تالبوت
- تولیو کارمیناتی
- لوئیس آلبرنی
- هنری آرمتا
- جسی رالف
- سیمونا بانیفیس
- ویلیام بورِس

## جوایز
- جایزه اسکار بهترین موسیقی فیلم در هفتمین دوره (لوئیس سیلورز)
- جایزه اسکار بهترین صداگذاری در هفتمین دوره (جان پی. لیواداری)
- جایزه اسکار علمی و فنی در هفتمین دوره